# Zetor

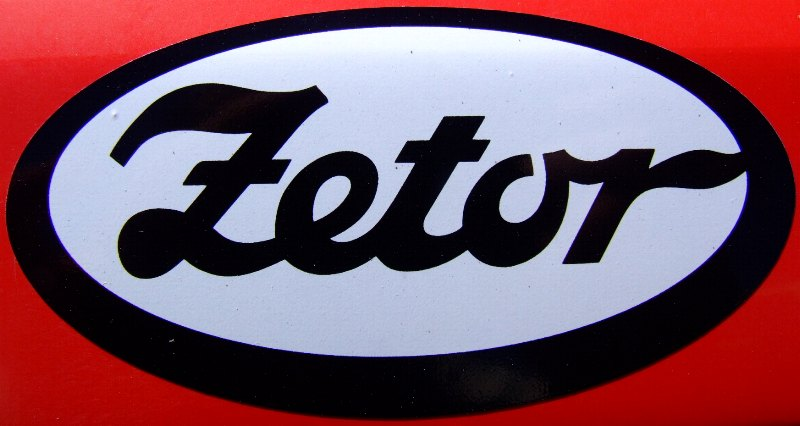
Zetor Logo

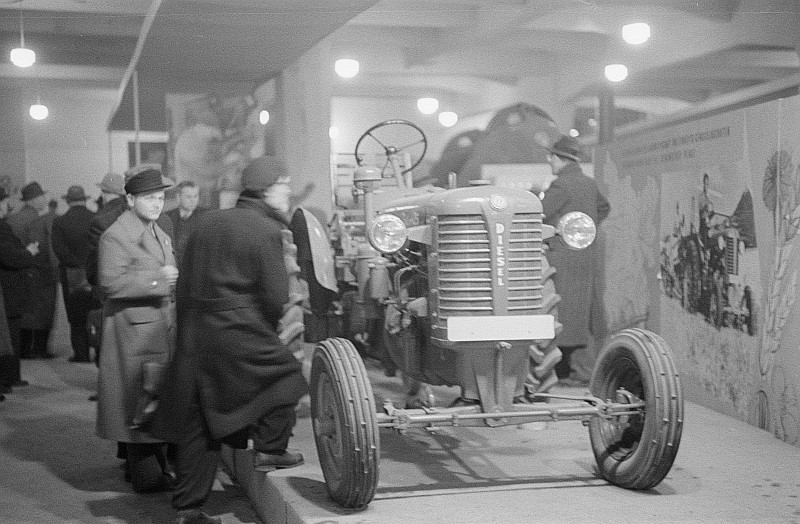
Zetor 25A

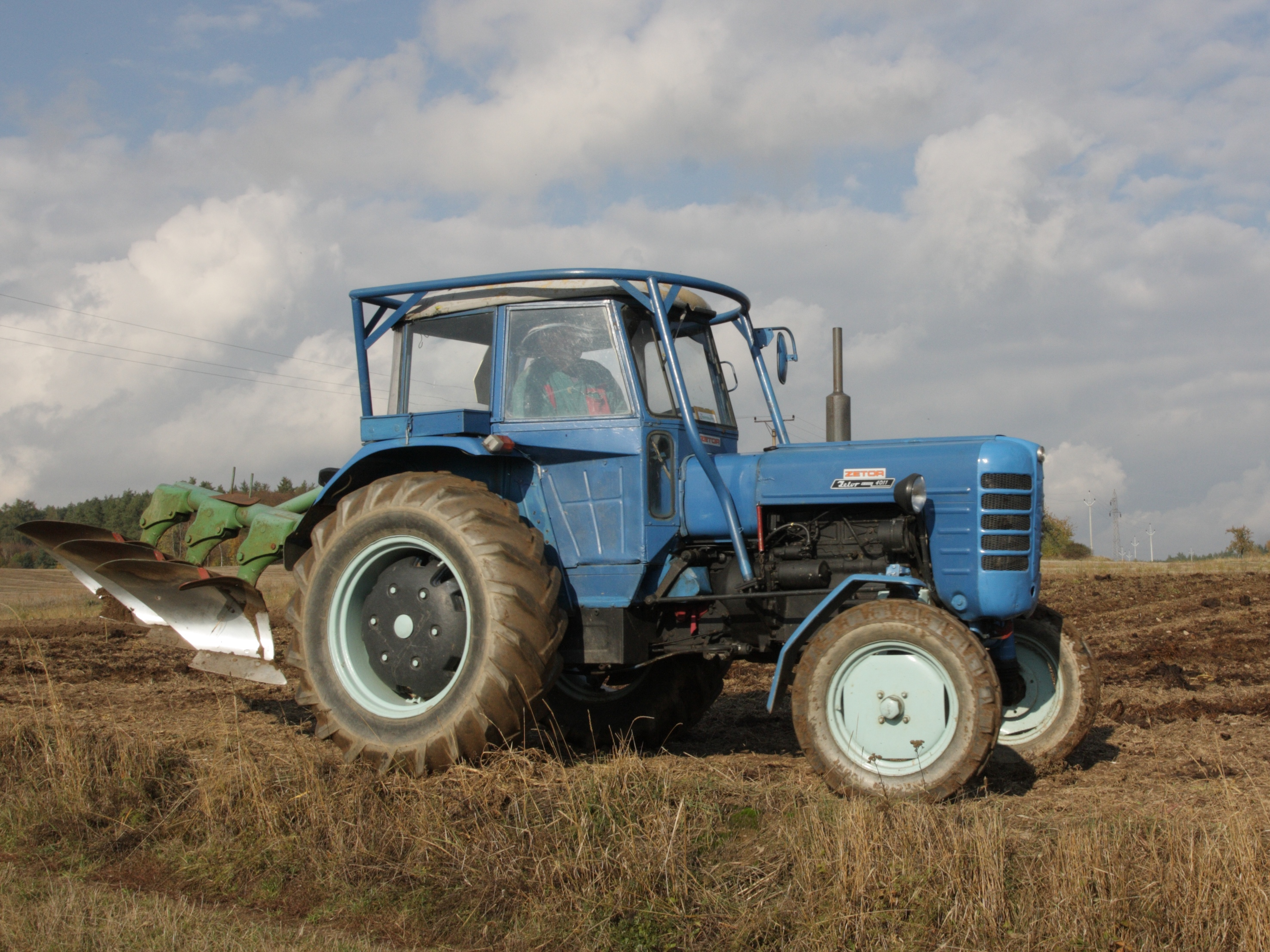
Zetor 4011 (URI)

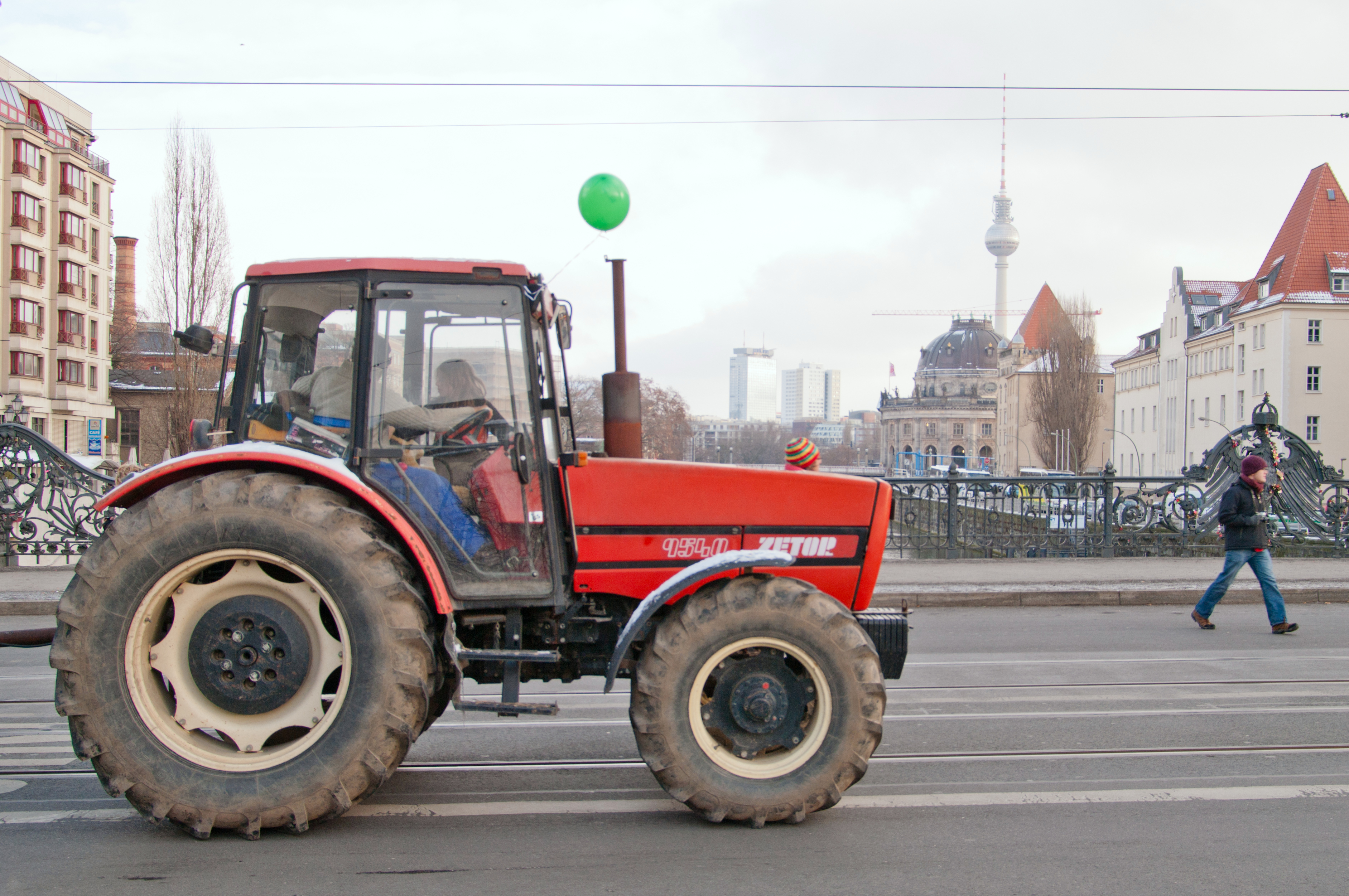
Zetor 9540 (URIII)

Zetor is een Europese tractorfabrikant, gevestigd in Brno, Tsjechië. Zetor houdt zich sinds 1946
bezig met de ontwikkeling en productie van tractoren. Zetor bestond in 2016 70 jaar. In die tijd heeft het merk ongeveer 1,3 miljoen tractoren geproduceerd en verkocht. Zetor exporteert naar 140 landen.

## 1946–2017
Zetor kwam voort uit Česká Zbrojovka, en hun eerste tractor was de Z25. Al snel volgenden er meer series en het merk bloeide op. In 1960 kwam de URI-serie op de markt. Deze serie was revolutionair op meerdere punten. Onder andere was het voor het eerst dat er gebruik werd gemaakt van dezelfde onderdelen om een hele serie te bouwen. Ook de ZetorMatic hefinrichting met automatische diepteregeling was nieuw.
In de jaren '60 ging Zetor samenwerken met de Poolse tractorenfabrikant Ursus. Eind jaren '60 lanceerde Zetor een compleet nieuwe serie, genaamd Crystal. De Crystal-serie had als eerste trekker een gekeurde veiligheidscabine. Samen met de URII-serie liep Zetor nu voorop in ontwikkeling en productie van hun tractoren. In 1975 kwam Zetor met zijn eerste 6-cilinder tractor, een Crystal 12011 zonder voorwielaandrijving en de Crystal 12045 met voorwielaandrijving.
In de late jaren '70 werd de productie van de Zetor Crystaltractoren verplaatst naar het Slowaakse Martin. Dit gaf Zetor de ruimte om de URI-serie nog verder door te ontwikkelen. Dit was begin jaren '70 ook al gebeurd met de 7-serie waarop in 1977 de 9-serie volgde. Begin jaren '80 werd de URI weer vernieuwd door de 10-serie. In Martin was ZTS inmiddels druk bezig met de modernisering van de Crystalserie.
In de jaren '90 wilde Zetor weer terug naar de hogere vermogensklassen die ze eerder kwijtgeraakt waren aan ZTS. Zetor noemde sterkere tractoren de URIII-serie, met acht types van 75 tot 115 pk. In 1993 werd Zetor, tot dan nog staatbedrijf, geprivatiseerd. Ondertussen ging de ontwikkeling van tractoren gewoon door en sloot het bedrijf een contract met John Deere. Hierdoor liepen er nu groen-gele Zetor's in Latijns-Amerika.
In de jaren rond de eeuwwisseling kwam Zetor financieel in zwaar weer terecht, en kwam aan de rand van de afgrond. In 2002 werd het bedrijf opgekocht door het Slowaakse HTC Holding. Dit brak de Tsjechische trots enigszins maar het liet vooral een frisse wind waaien door het bedrijf. Een energiecentrale werd afgestoten, werknemers ontslagen en de productielijnen werden vernieuwd. Hierdoor konden de nieuw ontwikkelde opvolgers van de UR series ook eindelijk echt doorbreken.
De opvolgers van de URI en de URIII-serie kennen we vandaag de dag ook nog onder de namen Proxima en Forterra. Inmiddels zijn ook deze series weer uitgebreid en verbeterd. In 2013 kwam ook de Major-serie terug. In de 2015 kwam de inmiddels legendarische Crystal-serie weer terug op de markt. Tegenwoordig heeft Zetor de series Major, Proxima, Forterra en Crystal in het assortiment.

## Afbeeldingen

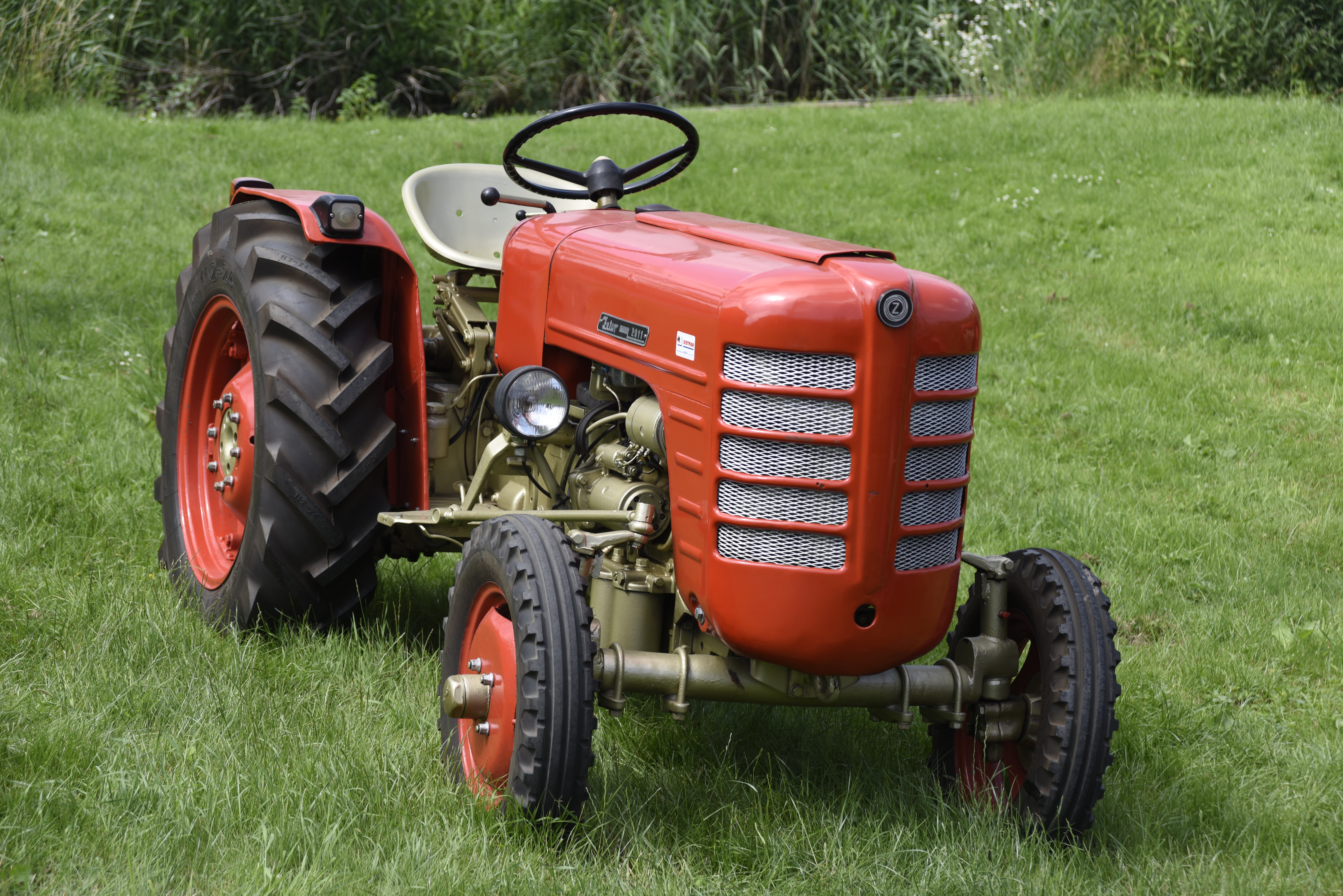
Zetor 2013 in smalspoor uitvoering, als basis diende het model 2011, deze trekker is van bouwjaar 1964
Zetor 8045 Crystal
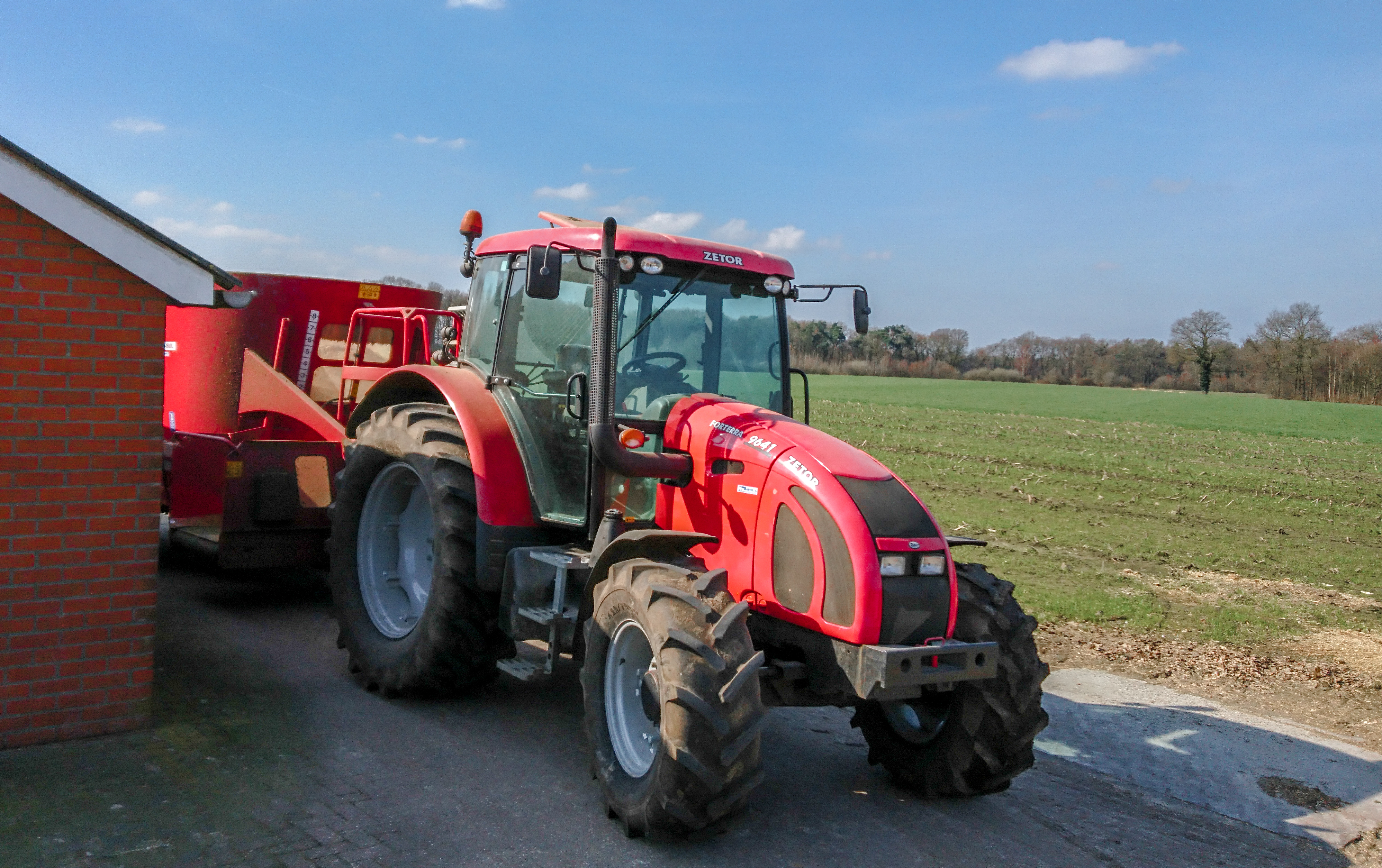
Zetor Forterra
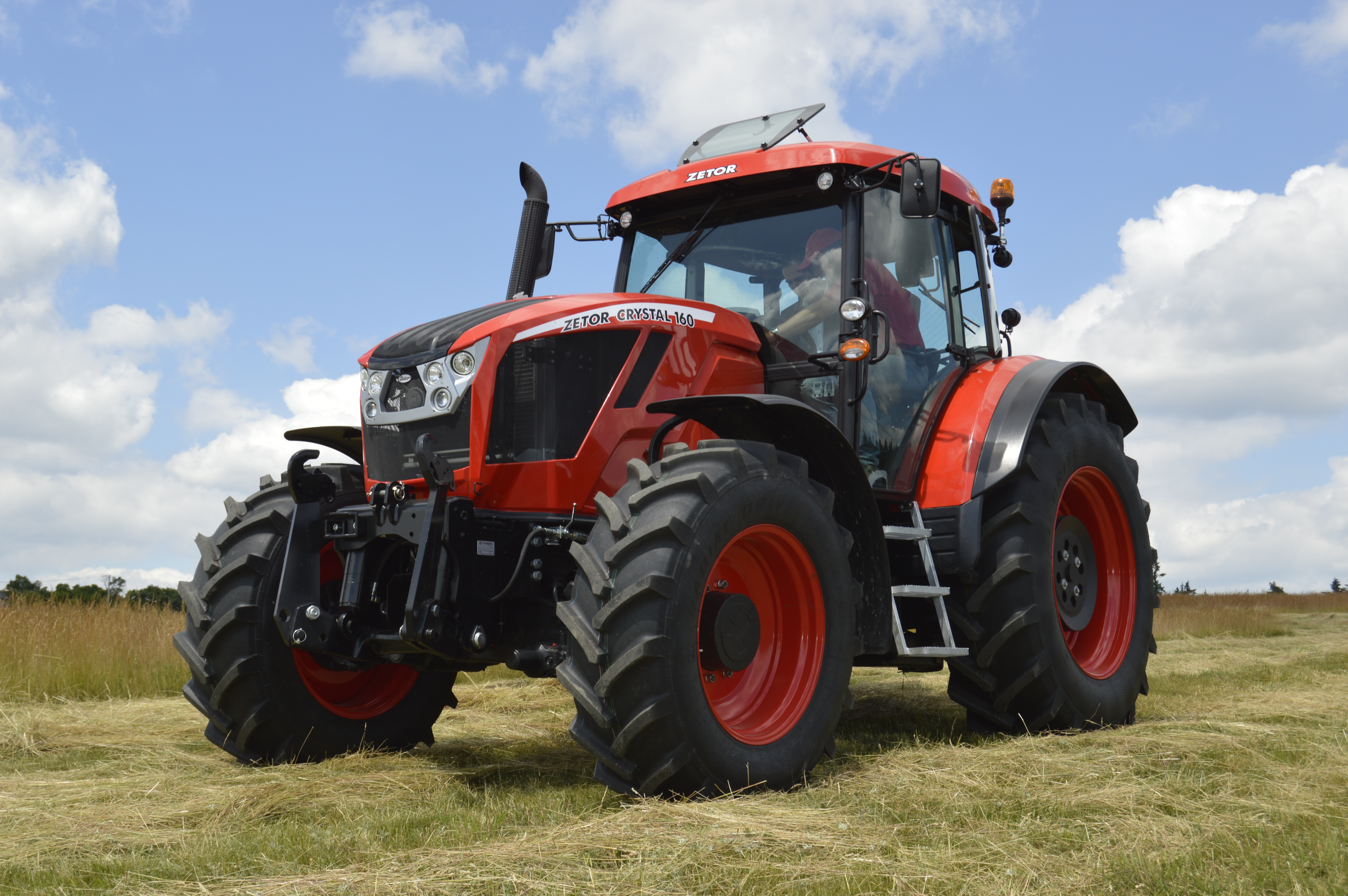
Zetor Crystal